# 前81年
| 千纪： | 前1千纪 |
| 世纪： | 前2世纪 \| 前1世纪 \| 1世纪                                                                                |
| 年代： | 前110年代 \| 前100年代 \| 前90年代 \| 前80年代 \| 前70年代 \| 前60年代 \| 前50年代                         |
| 年份： | 前86年 \| 前85年 \| 前84年 \| 前83年 \| 前82年 \| 前81年 \| 前80年 \| 前79年 \| 前78年 \| 前77年 \| 前76年 |
| 纪年： | 西汉始元六年                                                                                               |

## 大事记
- 蘇武獲釋回漢，官至典屬國。
- 2月，60多個新薦舉的賢良文學被召至宮中，就桑弘羊各項財政政策應否廢止，與丞相車千秋、桑弘羊辯論。賢良文學受霍光鼓動，又代表地方豪強的利益，批評桑弘羊各種與民爭利的政策。結果昭帝下令取消酒的專賣（榷酤）和關內的鐵官，其餘大部份政策都不受影響；霍光有意打倒桑弘羊的目的暫未達到。其後桓寬編纂《鹽鐵論》一书，記錄此鹽鐵會議。

## 逝世
- 阿尔沙克一世 (东伊比利亚)